# Francesco Arcangeli
Francesco Arcangeli (Bologna, 10 luglio 1915 – Bologna, 14 febbraio 1974) è stato uno storico dell'arte, poeta e critico letterario italiano, vincitore del Premio Feltrinelli per la Critica d'Arte nel 1968.

## Biografia
Laureatosi nel 1937 con Roberto Longhi, gli successe nel 1967 nella medesima cattedra di Storia dell'arte, all'Università di Bologna.
Indirizzò la propria ricerca verso due distinti filoni: l'arte contemporanea (con importanti studi su Morlotti, Morandi, Mandelli), e l'arte moderna bolognese ed emiliana.
Diresse dal 1958 al 1968 la Galleria d'arte moderna felsinea, arricchendola, anche grazie alla consulenza di Mario De Micheli e Antonello Trombadori, di importanti nuove acquisizioni di opere di artisti bolognesi (soprattutto Giorgio Morandi), italiani e internazionali.
Tra le acquisizioni più importanti quelle delle opere di Roberto Matta, Athos Casarini, Renato Guttuso, Leoncillo, Carlo Corsi, Alberto Burri, Carlo Levi.
Contribuì alla realizzazione della manifestazione Premio Spoleto, svoltasi dal 1958 al 1964, presiedendo le commissioni di invito e premiazione di quasi tutte le edizioni.
Di rilevante importanza fu anche la sua organizzazione delle mostre sui Carracci (1956) e sulla pittura del Seicento emiliano (1959), tenutesi entrambe a Bologna.
Importante anche la sua attività di poeta e critico letterario, influenzata da Vittorio Sereni, Pier Paolo Pasolini e Attilio Bertolucci.
Della sua opera poetica si ricordano i volumi Polvere del tempo (Firenze, Vallecchi, 1943) e Incanto della città, con una testimonianza di Attilio Bertolucci (Bologna, Nuova Alfa, 1984). Come critico letterario pubblicò il saggio introduttivo a La linea d'ombra di Joseph Conrad (Milano, Bompiani, 1963).

### Riconoscimenti
A lui è stato intitolato il liceo artistico di Bologna, così come una strada a Pisa.
Il 4 e il 5 dicembre 2024 la Scuola Normale Superiore gli ha dedicato un convegno (Francesco Arcangeli 1915-1974. Critica d'arte come storia/storia dell'arte come critica).

## Pubblicazioni principali
- Tarsie, Roma, Tumminelli, 1942 (poi, Pisa, Edizioni della Normale, 2014), ISBN 978-88-7642-511-0.
- Maestri della pittura del Seicento emiliano (26 aprile-5 luglio 1959, Bologna, Palazzo dell'Archiginnasio), catalogo critico a cura di Francesco Arcangeli et al., presentazione di Cesare Gnudi, 2. ed, Bologna, Alfa, 1959.
- Ennio Morlotti, Milano, Edizioni del Milione, 1962.
- X Premio Spoleto: Ferrari, Pisani, Uncini, Vespignani. 9 - 31 dicembre 1962, saggi a cura di Francesco Arcangeli et al., Spoleto, ed. Comitato Manifestazioni Città di Spoleto, 1963.
- Natura ed espressione nell'arte bolognese-emiliana  (Bologna, Palazzo dell'Archiginnasio, 12 settembre-22 novembre 1970). Catalogo critico, Bologna, Alfa, 1970 (poi Bologna, Minerva, 2003, infine Bologna, Minerva, 2006), ISBN 88-7381-146-9.
- Graham Sutherland, Milano, 1973.
- Pittura bolognese del '300. Scritti di Francesco Arcangeli, presentazione di Cesare Gnudi, profili di artisti e schede a cura di Pier Giovanni Castagnoli, Alessandro Conti, Massimo Ferretti, Bologna, Cassa di risparmio in Bologna, 1978.
- Dal romanticismo all'informale, Bologna, Alfa, 1976.
- Filippo Milani (a cura di), Dal Romanticismo all'Informale, voll. 1-2, Torino, Einaudi, 1977 (poi Bologna, il Mulino, 2020), ISBN 978-88-15-28388-7.
- Arte e vita. Pagine di galleria (1941-1973), introduzione di Dario Trento, Bologna, Accademia Clementina, M. Boni, 1994.
- Monet, con uno scritto di Roberto Tassi, Bologna, Nuova Alfa, 1989 (poi Milano, Abscondita, 2015), ISBN 978-88-8416-793-4.
- Uno sforzo per la storia dell'arte: inediti e scritti rari, a cura di Luca Cesari, Parma, Università degli studi, Facoltà di architettura, 2004, ISBN 88-88710-68-X.
- Giorgio Morandi. Stesura originaria inedita, introduzione, apparati, note a cura di Luca Cesari, Torino, U. Allemandi, 2007, ISBN 88-422-1476-0.
- Corpo, Azione, Sentimento, Fantasia. Naturalismo ed espressionismo nella tradizione artistica emiliano-bolognese. Lezioni 1967-1970, a cura di Vanessa Pietrantonio, prefazione di Vera Fortunati, voll. 1-2, Bologna, il Mulino, 2015, ISBN 978-88-15-26087-1.
- Piero del Giudice (a cura di), Saggi per un'altra storia dell'arte, introduzione di Vittorio Sgarbi, vol. 1: Da Wiligelmo a Crespi, Milano, La nave di Teseo, 2022, ISBN 978-88-346-0904-0.
- Piero del Giudice (a cura di), Saggi per un'altra storia dell'arte, introduzione di Vittorio Sgarbi, vol. 2: Da Turner a Pollock, Milano, La nave di Teseo, 2023, ISBN 978-88-346-1547-8.